# کمیته المپیک کلمبیا
کمیته المپیک کلمبیا (اسپانیایی: Comité Olímpico Colombiano‎) یک سازمان ورزشی است که نماینده کشور کلمبیا در کمیته بین‌المللی المپیک می‌باشد.
این سازمان که در سال ۱۹۳۶ تأسیس شده مسئول آماده‌سازی و اعزام ورزشکاران به بازی‌های المپیک، بازی‌های المپیک جوانان و بازی‌های پان امریکن است.